# Dendronephthya palaoensis
Dendronephthya palaoensis is een zachte koraalsoort uit de familie Nephtheidae. De koraalsoort komt uit het geslacht Dendronephthya. Dendronephthya palaoensis werd in 1952 voor het eerst wetenschappelijk beschreven door Utinomi. 